# 克亜紀
もしかして
- 克・亜樹

ではありませんか？